# Ganoin

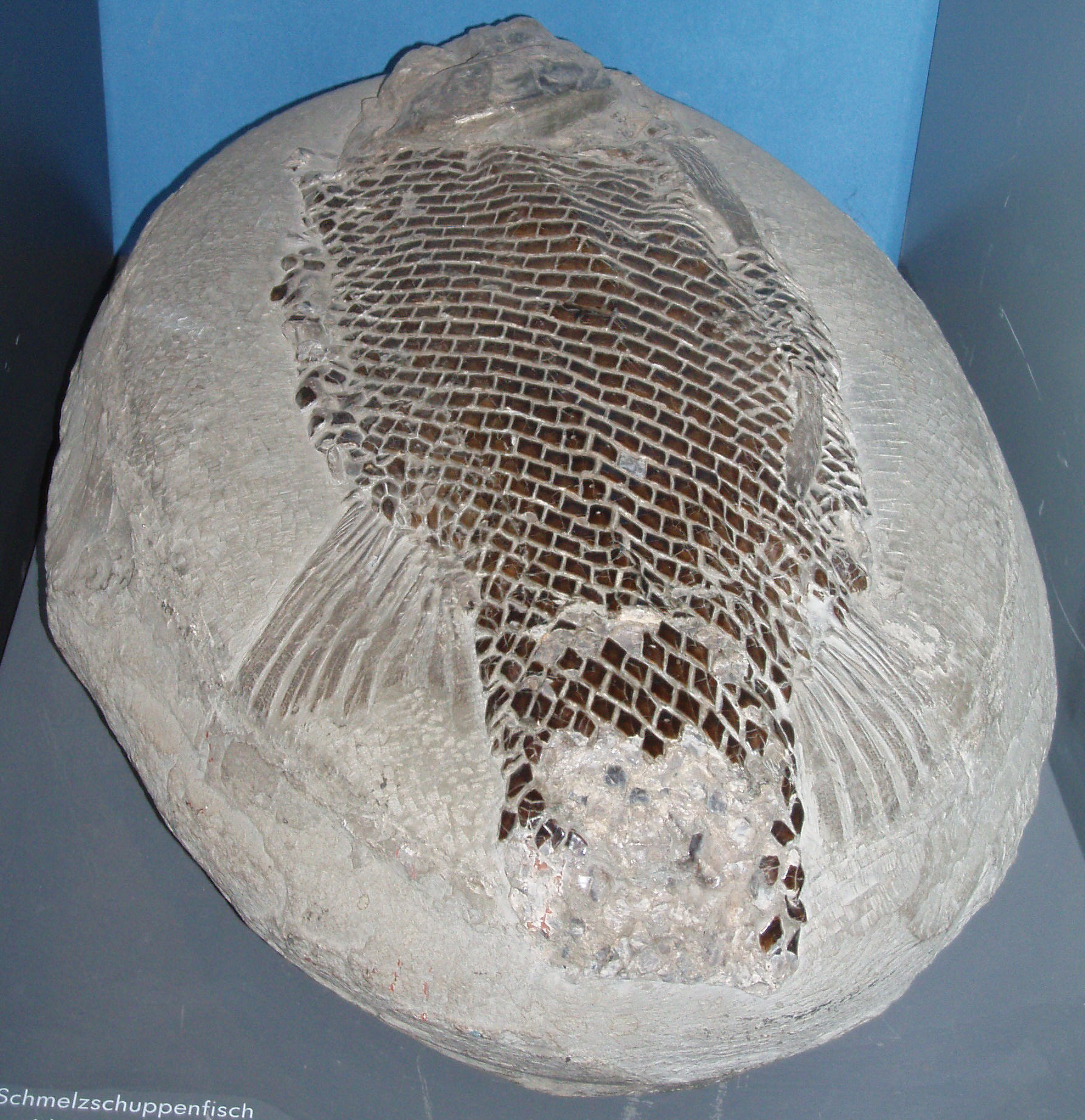
Fossil eines primitiven Strahlenflossers mit Ganoidschuppen. Typischerweise ist bei diesen „Ganoiden“ das Schuppenkleid sehr gut erhalten, während es bei den geologisch jüngeren Vertretern ohne Ganoidschuppen oft nicht oder nur schlecht überliefert ist.

Ganoin (gr. γάνος, gános, „Glanz“, „Schmuck“, „Schmelz“) ist eine zahnschmelzartige Substanz, die irisierend glänzend die Schuppen „primitiver“ Fische aus der Großgruppe der Strahlenflosser (Actinopterygii) überzieht. Die entsprechenden Schuppen werden als Ganoidschuppen bezeichnet. 

## Bildung
Die Osteoblasten in der Lederhaut (Dermis, Corium) scheiden nacheinander zahlreiche dünne Ganoinschichten ab, die schließlich die dicke Schmelzauflage im geschichteten Bau der Schuppe bilden. Das Ganoin unterscheidet sich vom Dentin (Zahnbein) durch das Fehlen von Zahnkanälchen (Dentintubuli). 

## Stammesgeschichtliche Aspekte
Unter paläozoischen und mesozoischen Strahlenflossern waren Arten mit den typisch rhomboiden Ganoidschuppen weit verbreitet. Diese Arten werden unter den Bezeichnungen „Ganoidfische“ oder „Schmelzschupper“ zusammengefasst. Sie bilden jedoch keine geschlossene Abstammungsgemeinschaft (Monophylum) und damit kein in der modernen Systematik gültiges Taxon. Im weiteren Verlauf der Stammesgeschichte der Strahlenflosser, im jüngeren Mesozoikum und im Känozoikum, setzten sich zunehmend Formen durch, bei denen die Ganoinauflage der Schuppen reduziert war bzw. ist. Ganoidschuppen kommt heute nur noch bei etwa 44 Arten vor, die den „primitiven“ Gruppen der Knochenganoiden (Holostei, Knochenhechte und engere Verwandtschaft), Knorpelganoiden (Chondrostei, Störe  und engere Verwandtschaft) und Flösselhechten (Cladistia) zugeordnet werden. Bei den Elasmoidschuppen der Echten Knochenfische (Teleostei), der stammesgeschichtlich fortschrittlichsten und bei weitem artenreichsten Linie der Strahlenflosser, ist der Ganoinüberzug (sowie die Dentin- und Cosmin-Schicht) vollständig reduziert, sodass sie nur die dünne Schuppenbasis aus knochenähnlichem Isopedin ausbilden.

## Belege
- Ulrich Lehmann: Paläontologisches Wörterbuch. 4. Auflage. Enke Verlag, Stuttgart, 1996. Seite 93